# 旧千燈寺跡
旧千燈寺跡（きゅうせんどうじあと、きゅうせんとうじあと）は、大分県国東市国見町千燈にある寺院である千燈寺の旧寺院跡。旧千燈寺、千燈寺跡とも呼ばれる。本項では、現在の千燈寺についても併せて説明する。

## 歴史
千燈寺は、六郷満山の諸寺を創建した仁聞（仁聞菩薩）が、718年に六郷満山の中で最初に創建した寺院であると伝えられる。千燈寺という寺号は、仁聞がこの寺の近くにある五辻岩屋で修行をしていると、東北海の龍王がその徳に感じて千の燈を献じたことから名付けられたとされる。山号は補陀落山（ふだらくさん）。千燈寺はまた仁聞の入寂の地であるとも伝えられている。
かつては六郷満山の中山本寺で、16の末寺を有し六郷満山の中核を成す寺院として栄え、「西の高野山」とも称された。しかし、天正年間に大友宗麟による焼き討ちに遭って大規模な伽藍は焼失し、文禄年間に再建されたものの往時の繁栄を取り戻すことはなかった。
現在の千燈寺は、旧千燈寺の坊が昭和初期に山麓に移転したものである。旧千燈寺跡はかつては荒廃していたが、近年、旧千燈寺跡を含む千燈岳一帯が六郷満山ふれあい森林公園として整備されている。

## 千燈寺
現在の千燈寺（北緯33度38分12.9秒 東経131度35分21.8秒 / 北緯33.636917度 東経131.589389度）は、旧千燈寺に残った坊が昭和初期に山麓に移転したもので、大分県道31号山香国見線沿いにある。国東六郷満山霊場第二十三番札所である。
大分県の有形文化財に指定された鎌倉時代中期の木造如来坐像（像高52cm）及び石造宝塔（総高59cm）、大分県の有形民俗文化財に指定された慶長15年（1610年）の銘のある千燈寺修正鬼会面などを所蔵している。

## 千燈石仏
千燈寺の近くの県道31号沿いには、千燈石仏と呼ばれる石仏がある。この石仏は、高さ1m、幅2mの板状の自然石に、菩薩来迎図を半肉彫りしたもので、正面に阿弥陀如来、その左に観音菩薩、勢至菩薩などが刻まれ、その周りで25菩薩聖衆が種々の楽器を奏でて菩薩を迎える様が表されている。鎌倉時代の作とされ、大分県の史跡に指定されている。

## 旧千燈寺跡
旧千燈寺跡は千燈岳および不動山の中腹にあり、大分県の史跡に指定されている。

### 西行戻し
千燈寺から細い坂道を登ると、まず西行戻しと呼ばれる場所に着く。この場所については、和尚と問答するために千燈寺を訪ねようとした西行が、ここで出会った小僧に試しに問答をしたところ、その答えが機知に富んでいたため、小僧でさえこのような答えを返すとは和尚は如何ばかりかと恐れをなし、寺を訪れることなく帰って行ったという伝承が残り、その名の由来となっている。なお、西行にまつわるこの種の逸話は、日本各地に多数伝わっている（西行#旅路において参照）。

### 伽藍跡
西行返しからさらに進むと、伽藍跡に着く。千燈寺の伽藍跡には堂宇はなく、中心となる護摩堂跡に一対の仁王像が立ち、各所に石垣が残るのみである。仁王像は、一枚岩に半肉彫りにされた珍しいものである。

### 奥の院
伽藍跡からさらに約500m登ると、奥の院がある。奥の院は岩壁に穿たれた岩屋の中に嵌め込まれるように建てられており、本尊の千手観世音菩薩像が安置されている。奥の院の左手には、仁聞が入寂したといわれる窟があり、枕の岩屋と呼ばれている。また、周囲には六所権現などもある。

### 千燈墓地
伽藍跡から奥の院とは別の方向に登るか、奥の院から山道を抜けると千燈墓地に着く。ここには仁聞の墓と伝えられる仁聞国東塔（総高2.65m、大分県有形文化財）や、千基に及ぶ五輪塔群がある。

### 東不動
五輪塔群からさらに登ると、不動山の登山口に出る。不動山は山全体が東不動、五辻不動（ごつじふどう）などと呼ばれる霊場となっており、その中腹には五智の岩屋（ごちのいわや）と呼ばれる窟がある。岩窟に近づくには両側が切り立った狭い岩場を、鎖を頼りに登る必要がある。半分は岩屋に嵌め込まれるように、半分は崖に迫り出すようにして堂宇が建っている。ここは旧千燈寺跡の中でも特に展望の利く場所で、姫島を遠望できる。

### 西不動
東不動に対して、千燈石仏付近の岩峰群を一般に西不動と呼んでいる。西不動の登り口にあるのが尻付岩屋で、県道沿いの崖を穿った中に堂宇が建っており、仏像が安置されている。尻付岩屋の前の林道から山に登ると太郎天岩屋、大不動岩屋、小不動岩屋などがあるが、安置されていた仏像などは千燈寺などに移され、大切に保管されている。東不動、西不動ともに旧千燈寺関連の史跡であり、その呼称は旧千燈寺から見て東側に位地するか、西側に位置するかという意味である。